# Codatractus valeriana
Codatractus valeriana is een vlinder uit de familie van de dikkopjes (Hesperiidae). De wetenschappelijke naam van de soort is voor het eerst geldig gepubliceerd in 1882 door Carl Plötz.